# Hemicycla saulcyi
Hemicycla saulcyi é uma espécie de gastrópode  da família Helicidae
É endémica de Espanha.